# Боброво (Ростиловское муниципальное образование)
Боброво — деревня в Грязовецком районе Вологодской области.
Входит в состав Ростиловского муниципального образования, с точки зрения административно-территориального деления — в Ростиловский сельсовет.
Расстояние по автодороге до районного центра Грязовца — 22 км, до центра муниципального образования Ростилово — 15 км. Ближайшие населённые пункты — Сидоровское, Свининино, Тимонино, Дядинское, Алферово.
По переписи 2002 года население — 20 человек (6 мужчин, 14 женщин). Всё население — русские.